# Luật quốc tịch Brasil

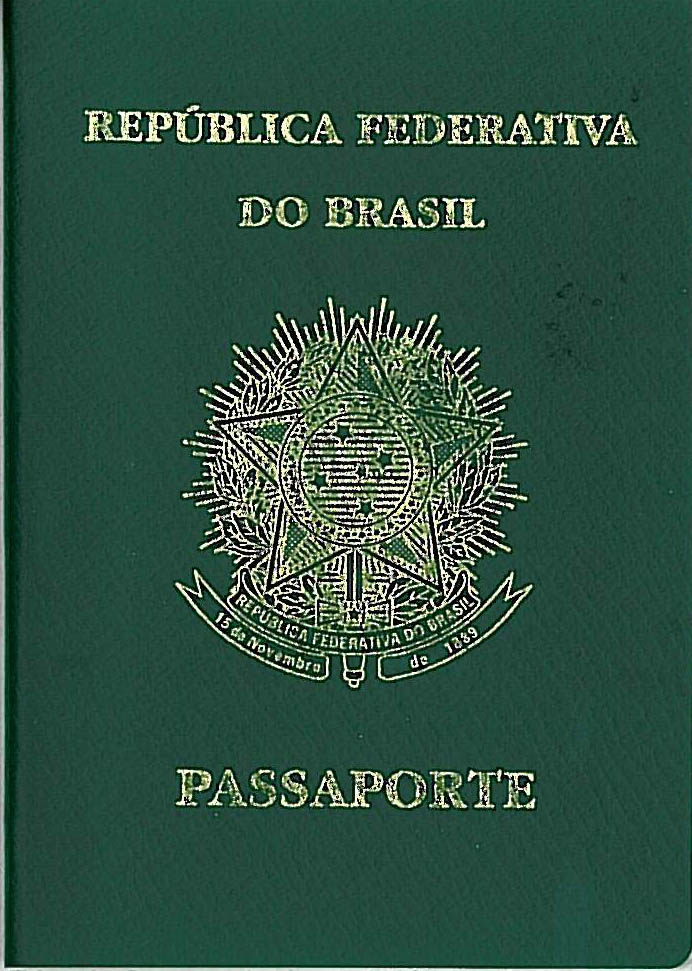
Quyển hộ chiếu Brazil

Luật quốc tịch Brasil chủ yếu dựa trên hệ thống luật Jus soli. Chiếu theo luật, bất kỳ thể nhân nào sinh tại Brasil đều được hưởng đầy đủ quyền công dân mà không cần quan tâm đến tình trạng pháp lý liên quan đến quốc tịch của bố mẹ. Điều luật này chiếu theo Luật Quốc tịch, điều 12 trong Hiến pháp của Liên bang Brasil.

## Được sinh ra trong lãnh thổ Brasil
Căn cứ theo điều luật dựa trên Hiến pháp hiện hành tại Liên bang Brasil, bất kỳ thể nhân nào sinh ra tại Brasil đều sẽ được hưởng đầy đủ quyền công dân. Chỉ trừ trường hợp con cái của các cá nhân phục vụ trong công tác của chính phủ nước ngoài, không thuộc Brasil.

## Thể nhân Brasil sinh ra tại nước ngoài
Theo luật của Brasil, công dân Brasil sinh ra tại nước ngoài được xem xét dựa theo hai trường hợp sau:
- Thể nhân sinh ra bên ngoài Brasil có cha(mẹ) đang phục vụ trong công tác của chính phủ Brasil.
- Thể nhân sinh ra bên ngoài Brasil có cha(mẹ) là người Brasil và được đăng ký quốc tích Brasil tại lãnh sự quán Brasil hoặc sau đó quay về Brasil để chứng nhận quyền công dân tại tòa án liên bang.

## Nhập quốc tịch Brasil cho người nước ngoài
Người nước ngoài được phép đăng ký nhập tịch Brasil khi họ đáp ứng được các điều kiện sau:
- Là thường trú nhân tại Brasil
- Đã sống 15 năm trở lên không gián đoạn tại Brasil[1]
- Có khả năng đọc viết tiếng Bồ Đào Nha
- Có đủ khả năng tài chính cá nhân hoặc gia đình để nuôi sống bản thân

Điều kiện định cư có thể được miễn giảm trong các trường hợp sau:
- Những thể nhân có chồng, vợ hoặc con là công dân Brasil thì chỉ cần sống ở Brasil một năm
- Những công dân từ những nước nói tiếng Bồ Đào Nha chỉ cần sống một năm
- Các thể nhân có khả năng đặc biệt chuyên môn, khoa học hay mỹ thuật được phép đăng ký sau hai năm
- Các thể nhân có tài sản lớn được phép đăng ký sau ba năm
- Các hoạt động phục vụ cho đất nước Brasil

## Bị tước quyền công dân Brasil
Kể từ 9 tháng 6 năm 1994, việc nhập tịch nước khác sẽ không bị tước quyền công dân tại Brasil. Do đó, những người bị tước quyền công dân trước đó có quyền đăng ký nhập tịch lại..

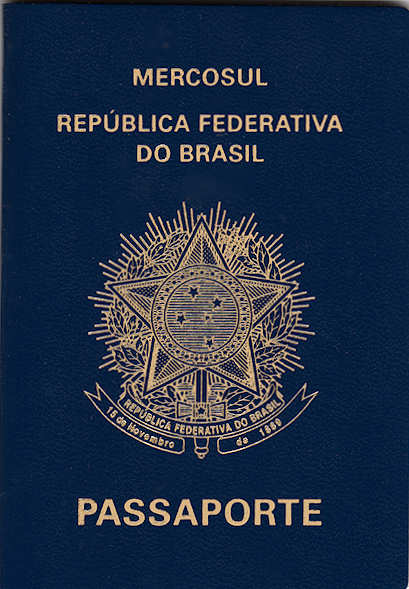
Quyển hộ chiếu Brasil sau khi gia nhập khối Mercosul

## Quyền đa quốc tịch
Quyền đa quốc tịch được Brasil thông qua mà không bị cản trở hay ngăn cấm nào kể từ năm 1994. Tuy nhiên, mọi công dân Brasil đến và rời khỏi Brasil phải dùng hộ chiếu Brasil.

## Nghĩa vụ quân sự
Nam công dân Brasil phải tham gia nghĩa vụ quân sự bắt buộc, trừ các trường hợp không đáp ứng về mặt sức khỏe hay tâm lý.